# قرار مجلس الأمن التابع للأمم المتحدة رقم 1175
قرار مجلس الأمن الدولي رقم 1175 صدر في 19 يونيو/ حزيران 1998 ويشير إلى تقرير فريق خبراء الذي شكلته الأمم المتحدة ويذكر أن العراق لا يستطيع في ظل الظروف القائمة أن يصدر من النفط أو المنتجات النفطية ما يكفي لتوفير 5,256 مليار دولار. ويقرر فيه السماح للدول بتصدير قطع الغيار والمعدات اللازمة لزيادة صادرات النفط والمنتجات النفطية العراقية بكميات تكفي لتحقيق المبلغ المذكور أعلاه.